# Trocador de calor de superfície raspada dinâmico
Um trocador de calor de superfície raspada dinâmico é um tipo de trocador de calor, muitas vezes aparentemente similar no exterior ao trocador de calor de casco e tubos, que possui implementos que permanentemente raspam a superfície interna dos tubos, em autolimpeza , similares a barras com segmentos com espirais ou hélices, otimizando a área de transferência de calor, mantendo alto o coeficiente de transferência de calor pela ação combinada da redução da incrustação e ocasionando o aumento da turbulência interna no tubo com movimento contínuo em vai-e-vém dos elementos de raspagem.
Estes trocadores de calor podem ser usados com fluidos que apresentam alta incidência de incrustração ou deposição, mesmo com alto teor de sólidos particulados em precipitação, como na indústria de proteínas, panificação, confeitaria, laticínios, nos processos UHT em líquidos alimentícios, na indústria de bebidas, refrigerantes e sucos, no processamento de frutas e legumes, como os alimentos infantis, no segmento farmacêutico e no tratamento de resíduos industriais e na evaporação e secagem de suspensões diversas.
São adequados, pela dinâmica imposta ao fluido dentro dos tubos, a troca térmica com fluidos de alta viscosidade.